# Kegelförmige Umgebung

Eine kegelförmige Menge im - Für innere Punkte der Menge ist dies eine kegelförmige Umgebung dieser Punkte.

Eine kegelförmige Umgebung ist ein Objekt aus der Mathematik, das insbesondere im Bereich der mikrolokalen Analysis benutzt wird. Sie ist eine Umgebung eines Vektors, die die Form eines Kegels hat. Die kegelförmige Umgebung wird benötigt, um elliptische Pseudodifferentialoperatoren und die Wellenfrontmenge zu definieren.

## Definition
Eine Menge {\displaystyle K\subset \mathbb {R} ^{n}\setminus \{0\}} heißt kegelförmige Menge, wenn für {\displaystyle r\in K} auch {\displaystyle \lambda r\in K} für alle {\displaystyle \lambda >0} gilt. Analog kann die kegelförmige Menge auch als Teilmenge eine topologischen Vektorraums definiert werden.
Die kegelförmige Menge {\displaystyle K\subset \mathbb {R} ^{n}\setminus \{0\}} wird kegelförmige Umgebung von {\displaystyle x\in K} (beziehungsweise von {\displaystyle S\subseteq K}) genannt, falls eine offene Menge {\displaystyle U\subseteq K} mit {\displaystyle x\in U} (beziehungsweise mit {\displaystyle S\subseteq K}) existiert - {\displaystyle K} also eine Umgebung von {\displaystyle x} (beziehungsweise von {\displaystyle S}) in {\displaystyle K} ist.

## Beispiel
- Sei {\displaystyle (U_{i})_{i}} eine offene Überdeckung der {\displaystyle (n-1)}-Einheitssphäre, dann ist

{\displaystyle (C_{i})_{i}=\left(\left\{x\in \mathbb {R} ^{n}\setminus \{0\};{\tfrac {x}{|x|}}\in U_{i}\right\}\right)_{i}}
eine Überdeckung von {\displaystyle \mathbb {R} ^{n}\setminus \{0\}} mittels kegelförmiger Mengen. Das heißt, durch diese Konstruktion hat man für jeden Punkt {\displaystyle x\in \mathbb {R} ^{n}\setminus \{0\}} mindestens eine kegelförmige Umgebung von {\displaystyle x} erhalten.

## Anwendung
Kegelförmige Mengen bestehen aus Halbgeraden im {\displaystyle \mathbb {R} ^{n}}, die im Nullpunkt des Koordinatensystems beginnen. Da kegelförmige Umgebungen im Gegensatz zu (kegelförmigen Mengen) immer offene Teilmengen enthalten, haben diese ein Lebesgue-Maß ungleich Null. Der Begriff der kegelförmigen Umgebung wird im Bereich der mikrolokalen Analysis genutzt. Dort werden Richtungen im Definitionsbereich einer Funktion {\displaystyle f\colon \mathbb {R} ^{n}\to \mathbb {R} } durch die Halbgeraden einer kegelförmigen Umgebung beschrieben. Dies ist nützlich um Singularitäten einer Distribution genauer zu beschreiben und führt zu dem Begriff der Wellenfrontmenge. 
Singuläre Punkte einer Distribution sind solche, für die keine Umgebung existiert, so dass die Distribution mittels des {\displaystyle L^{2}}-Skalarprodukts als Integral ausgedrückt werden kann. Nach einer Variante des Satzes von Paley-Wiener kann eine Distribution mit kompaktem Träger {\displaystyle u\in {\mathcal {E}}'(U)} mit {\displaystyle U\subset \mathbb {R} ^{n}} genau dann mit einer glatten Funktion identifiziert werden - ist also regulär, falls {\displaystyle |{\mathcal {F}}(u)|\leq C_{N}(1+|q|)^{-N}} für alle {\displaystyle N\in \mathbb {N} } gilt, wobei {\displaystyle {\mathcal {F}}} die Fourier-Laplace-Transformation ist. 
Auf analoge Weise kann für eine Distribution mit kompaktem Träger {\displaystyle u\in {\mathcal {E}}'(U)} eine kegelförmige Umgebung {\displaystyle \Sigma (u)} eingeführt werden, die alle {\displaystyle \eta \in \mathbb {R} ^{n}\setminus \{0\}} enthält, für die es keine kegelförmige Umgebung gibt, so dass {\displaystyle |{\mathcal {F}}(u)|\leq C_{N}(1+|q|)^{-N}} gilt. Die Menge {\displaystyle \Sigma (u)} ist eine abgeschlossene kegelförmige Menge. Sie ist genau dann leer falls die Distribution {\displaystyle u} durch eine glatte Funktion dargestellt werden kann. Während der singuläre Träger den Ort der Singularität beschreibt, zeigt {\displaystyle \Sigma (u)} die Richtung der Störung.

## Verallgemeinerung für topologische Kegel
Eine kegelförmige Umgebung von einem Punkt {\displaystyle p} in einem topologischen Raum {\displaystyle Y} ist eine offene Menge {\displaystyle U} mit {\displaystyle p\in U}, die (punktiert)isomorph zu einem topologischen Kegel {\displaystyle cZ} für einen topologischen Raum {\displaystyle Z} ist, wobei der Punkt {\displaystyle p} auf die Spitze des Kegels abgebildet wird.